# Castellnou d'Avellanos
Castellnou d'Avellanos és un poble ribagorçà del terme municipal de Sarroca de Bellera, a la comarca del Pallars Jussà. Fins al 1972, però, formava part de l'antic terme de Benés, de la comarca de l'Alta Ribagorça.
Es troba a més de 4 km a llevant del cap del seu antic municipi, cap a la seva part oriental, a la vall de la Valiri, afluent per l'esquerra del riu de Manyanet.
Per poder-hi accedir, des de Sarroca de Bellera cal seguir cap al nord-oest la carretera L-521, i, al cap d'1 quilòmetre, quan està a punt d'entroncar amb la N-260, surt cap al nord una pista rural asfaltada que mena a Xerallo, Castellgermà, les Esglésies i la Mola d'Amunt, on arriba en uns 900 metres. Des d'aquest lloc surt cap al nord-est la pista que segueix la vall de la Valiri aigües amunt, i s'enfila a Castellnou d'Avellanos en uns 6 quilòmetres.
L'església de Castellnou d'Avellanos, parroquial, és dedicada a sant Pere. Prop del poble, en una posició central entre els quatre pobles de la vall, hi ha l'ermita de Sant Joan de la Riberola, on es feia un aplec conjunt dels habitants dels pobles de la vall de la Valiri.

## Història
En el Fogatge del 1553 hi consten 8 focs (uns 40 habitants).
Fins al 1831, any d'extinció dels senyorius, Castellnou d'Avellanos pertangué als barons, després comtes, d'Erill.
El 1787 tenia 88 habitants.
Castellnou d'Avellanos, juntament amb Avellanos i Vilancòs, creà un ajuntament propi (Abellanós, Castellnou de Abellanós i Casas de Vilancós, en alguns documents), comú als tres pobles, a ran del desplegament de la Constitució de Cadis, el 1812. Aquest ajuntament deixà d'existir el febrer del 1847 a causa de la promulgació, dos anys abans, d'una nova llei municipal que fixava en un mínim de 30 veïns (caps de casa contribuents i electors) el mínim per mantenir ajuntament propi. En aquell moment aquest municipi fou agregat a Benés. Finalment, el 1972 tot aquest antic municipi fou agregat a Sarroca de Bellera.
Pascual Madoz, en el seu Diccionario geográfico... del 1845 parla una mica de Castellnou d'Avellanos (Castellnou de Abellanos), perquè l'article el dedica principalment a Avellanos. De Castellnou diu que tenia en aquell moment 8 cases, totes de dues plantes, però de mala construcció i brutes. Diu que el poble és al cim d'un turó dominat al nord-est per un altre turó on hi ha les cases de Vilancòs.
El 1960 Castellnou d'Avellanos tenia 26 habitants, que s'havien reduït a 9 el 1981. El 2005 hi ha censats 6 habitants. L'única casa que queda habitada és Casa Bonet.

## Festes i tradicions
Castellnou d'Avellanos és dels pobles que surten esmentats a les conegudes cobles d'en Payrot, fetes per un captaire fill de la Rua a mitjan segle xix. Deia, en el tros de Castellnou d'Avellanos:
| «                | Puja cap a Santa Coloma i no en troba sinó dos, Castellvill i Castellnou Bellanos i Vilancòs. I passa a Oveix i Guiró la digo, digo, digo, i passa a Oveix i Guiró i es menja la carn de moltó. | » |
| — Payrot, Cobles | |   |